# 格雷斯 (密蘇里州卡羅爾縣)
格雷斯（英語：Grace）是位於美國密蘇里州卡羅爾縣的非建制地區。

## 歷史
格雷斯的郵局於1893年設立，其後於1902年停運。

## 地理
格雷斯所處的海拔為高於海平面240米（即787英呎），而該地所採用的時區為UTC-6，即北美中部時區（CST）。同時該地設有夏令時間，為UTC-6調快一小時，即UTC-5（CDT）。